# Elimination Chamber (2020)
L'édition 2020 d'Elimination Chamber est un Premium Live Event de catch (lutte professionnelle) produit par la World Wrestling Entertainment, une fédération de catch américaine qui est télédiffusée et visible en paiement à la séance sur le WWE Network. L'événement a eu lieu le 8 mars 2020 au Wells Fargo Center à Philadelphie (Pennsylvanie). Il s'agit de la 10e édition d'Elimination Chamber.

## Contexte
Les spectacles de la World Wrestling Entertainment (WWE) sont constitués de matchs aux résultats prédéterminés par les scénaristes de la WWE. Ces rencontres sont justifiées par des storylines – une rivalité avec un catcheur, la plupart du temps – ou par des qualifications survenues dans les shows de la WWE telles que Raw et SmackDown. Tous les catcheurs possèdent une gimmick, c'est-à-dire qu'ils incarnent un personnage gentil (Face) ou méchant (Heel), qui évolue au fil des rencontres. Un événement comme Elimination Chamber est donc un événement tournant pour les différentes storylines en cours,.

## Tableau des matchs
| Ordre par numéros | Résultat | Stipulation(s) | Temps |
| --- | --- | --- | ----- |
| 1P | The Viking Raiders (Erik et Ivar) battent Curt Hawkins et Zack Ryder | Tag Team match | 4:50  |
| 2 | Daniel Bryan bat Drew Gulak | Match simple | 14:20 |
| 3 | Andrade (c) bat Humberto Carrillo | Match simple pour le WWE United States Championship                                                                       | 12:20 |
| 4 | John Morrison et The Miz (c) battent The Usos (Jimmy et Jey), The New Day (Big E et Kofi Kingston), Dirty Dawgs (Dolph Ziggler et Robert Roode), Heavy Machinery (Otis et Tucker) et Lucha House Party (Gran Metalik et Lince Dorado) | Men's Elimination Chamber Tag Team match pour les WWE SmackDown Tag Team Championship                                     | 32:55 |
| 5 | Aleister Black bat AJ Styles (avec The Good Brothers) | No Disqualification match                                                                                                 | 23:15 |
| 6 | The Street Profits (Angelo Dawkins et Montez Ford) (c) battent Seth Rollins et Murphy | Tag Team match pour les WWE Raw Tag Team Championship                                                                     | 18:30 |
| 7 | Sami Zayn, Shinsuke Nakamura et Cesaro battent Braun Strowman (c), | 3-on-1 Handicap match pour le WWE Intercontinental Championship                                                           | 8:30  |
| 8 | Shayna Baszler bat Asuka, Liv Morgan, Natalya, Ruby Riott et Sarah Logan | Women's Elimination Chamber match La gagnante deviendra aspirante no 1 au WWE Raw Women's Championship à WrestleMania 36. | 21:00 |
| La lettre C placée entre parenthèses désigne la personne ou l’équipe championne en titre. P – indique que le match a eu lieu lors du pré-show | | |       |

## Détails des Elimination Chamber matchs

### Elimination Chamber match masculin
| Ordre d'élimination | Catcheur                      | Ordre d'entrée | Éliminé par                   | Mouvement d'élimination | Temps |
| ------------------- | ----------------------------- | -------------- | ----------------------------- | ----------------------- | ----- |
| 1                   | Lucha House Party             | 3              | Heavy Machinery               |                         | 17:15 |
| 2                   | Heavy Machinery               | 5              | Robert Roode et Dolph Ziggler |                         | 23:45 |
| 3                   | Robert Roode et Dolph Ziggler | 6              | The Usos                      |                         | 25:15 |
| 4                   | The New Day                   | 2              | John Morrison et The Miz      |                         | 29:05 |
| 5                   | The Usos                      | 1              | John Morrison et The Miz      |                         | 32:55 |
| Vainqueur           | John Morrison et The Miz      | 4              | N/A                           | N/A                     | 32:55 |

### Elimination Chamber match féminin
| Ordre d'élimination | Catcheur       | Ordre d'entrée | Éliminé par    | Mouvement d'élimination | Temps |
| ------------------- | -------------- | -------------- | -------------- | ----------------------- | ----- |
| 1                   | Sarah Logan    | 3              | Shayna Baszler | Kirifuda clutch         | 7:50  |
| 2                   | Ruby Riott     | 2              | Shayna Baszler | Kirifuda clutch         | 8:15  |
| 3                   | Natalya        | 1              | Shayna Baszler | Kirifuda clutch         | 9:30  |
| 4                   | Liv Morgan     | 5              | Shayna Baszler | Kirifuda clutch         | 15:00 |
| 5                   | Asuka          | 6              | Shayna Baszler | Kirifuda clutch         | 21:00 |
| Vainqueur           | Shayna Baszler | 4              | N/A            | N/A                     | 21:00 |